# Godrano
Godrano (Kuṭṛanu in siciliano) è un comune italiano di 1 002 abitanti della città metropolitana di Palermo in Sicilia.
Esso si sviluppa, a 700 m s.l.m., ai piedi di Rocca Busambra e ai margini del bosco della Ficuzza; ha una superficie di 3.887 ettari per una densità abitativa di 30 abitanti per chilometro quadrato.

## Storia
Godrano era già abitata ai tempi degli Arabi che le diedero il nome del lago, l'Al-Gudran (oggi Scanzano), che le si apre di fronte. Nel XIV secolo il luogo conobbe un periodo di splendore. Il casale che sorgeva su queste terre divenne dimora del re Pietro I di Aragona. La storia dell'attuale Godrano ha inizio però nel XVI secolo, quando Annibale Valguarnera fonda il nuovo nucleo abitato un po' più a valle rispetto al sito originario.
Particolare il fatto che di Godrano non esista alcuna licentia populandi (l'autorizzazione che veniva rilasciata per popolare e/o costruire nuovi centri abitati): questo si spiega con il fatto che gli abitanti del centro cinquecentesco dovevano essere gli stessi che vivevano nel villaggio abitato fin dai tempi degli Arabi.

### La faida mafiosa
La faida mafiosa che fin dal 1921 decima due famiglie di Godrano, quella dei Barbaccia e quella dei Lorello, nasce per questioni di interesse, in primo luogo il predominio sui pascoli che si estendono nel vicino bosco della Ficuzza; questo è anche il luogo dove vengono nascosti ovini e bovini trafugati, prima di essere avviati alla macellazione clandestina, che rappresentava, all'epoca, non meno del 50 per cento dell'intero consumo di carne di Palermo.
Il 26 ottobre 1959, in corso Vittorio Emanuele, banditi che indossavano divise di carabinieri uccidono un giovane di 19 anni Vincenzo Pecoraro e suo fratello Antonino di 10 anni, mentre il loro padre rimane gravemente ferito insieme a un amico di famiglia, Demetrio Pecorino, che in quel momento si trovava nell'abitazione, probabile vittima designata in quanto testimone del precedente omicidio dell'omonimo cugino.
Con questo eccidio salgono a 60 i delitti compiuti a Godrano in meno di mezzo secolo, dei quali 40 sono la conseguenza della lotta sanguinaria tra i Lorello e i Barbaccia; gli omicidi non si fermano con questa strage, basti ricordare l'omicidio di Giuseppe Cuttitta (riconosciuto vittima innocente della mafia) avvenuto il 3 agosto 1981 a causa del mancato pagamento di somme di denaro indebitamente richieste.
Le successive indagini e i relativi processi porteranno all'incarcerazione o all'allontanamento di parte dei capi mafia, come il famigerato Salvatore "Turiddu" Lorello, detto «il gobbo», che dopo la scarcerazione è stato obbligato a risiedere nel messinese.
Il 1º ottobre 1970, don Pino Puglisi fu nominato parroco del paese (per restarci fino al 31 luglio 1978) e con l'aiuto dei volontari del movimento di ispirazione francescana “Presenza del Vangelo”, che vennero a collaborare con lui da Palermo, riuscì a pacificare la popolazione.

### Simboli
Lo stemma comunale è di colore rosso, a tre spighe d'oro, nodrite su una campagna di verde, alla fascia d'argento attraversante, caricata di una torre del campo. Lo stemma è timbrato da una corona muraria da Comune e circondata nei tre lati inferiori da un serto d'acanto e di alloro.
Il gonfalone, simbolo del Comune nelle manifestazioni ufficiali, consiste in un drappo trapezoidale tagliato di azzurro e di giallo che contiene lo stemma del Comune.

## Monumenti e luoghi d'interesse

### Architetture religiose

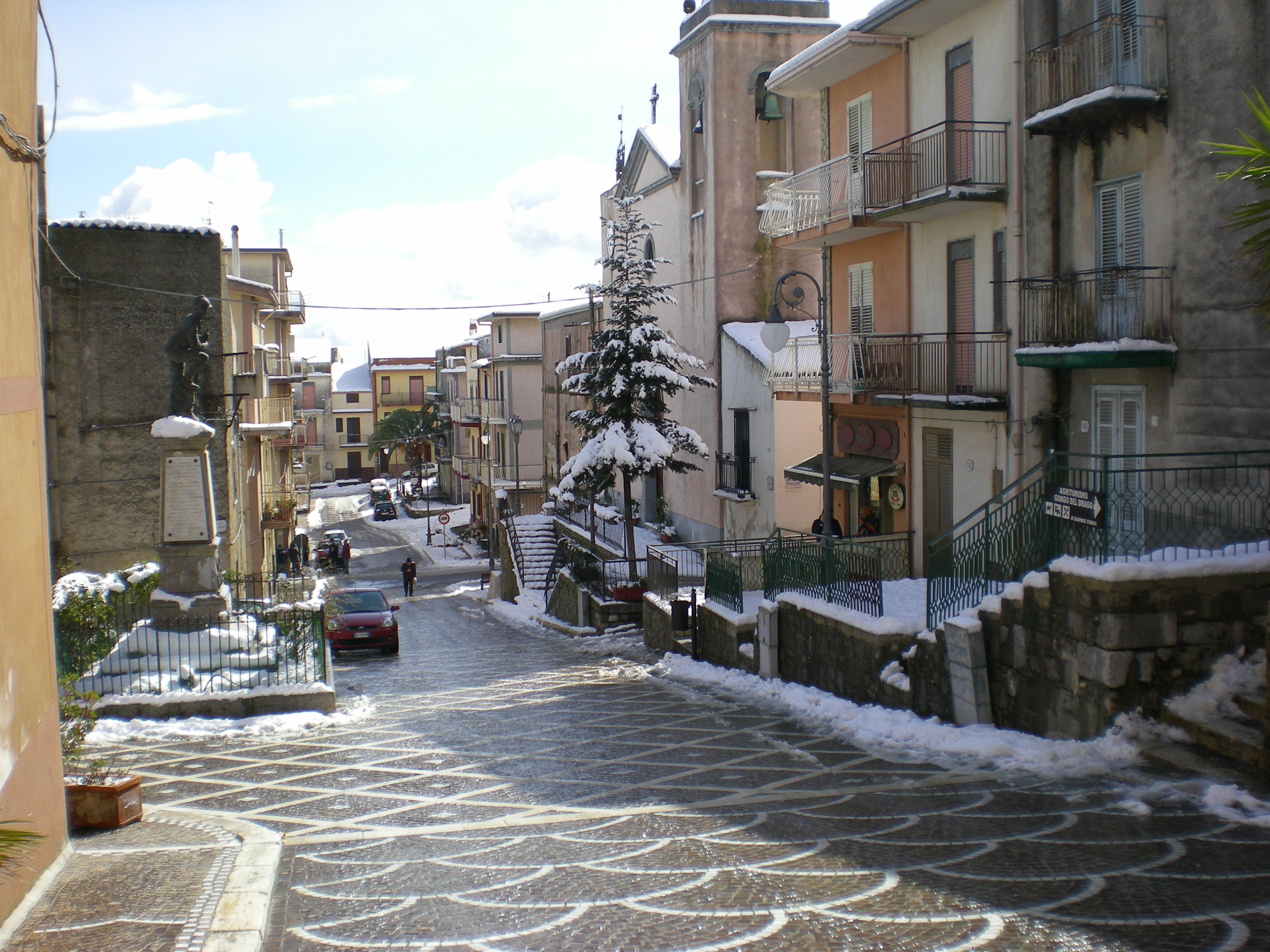
La via Roccaforte, il monumento ai caduti e la Chiesa innevati

A Godrano esiste una sola chiesa dedicata all'Immacolata Concezione. L'attuale costruzione si deve a una risistemazione datata 1791 di una chiesa preesistente dedicata a San Pietro apostolo. I lavori furono eseguiti per volontà del Marchese di Roccaforte Giovanni Cottù e di ciò ne è testimonianza una lapide in marmo posta all'ingresso della chiesa: "Barone di questo stato e terra del Godrano, Monticchio, Cannitello, Valle Maria, Fanuso, Oliva, Cucco, Cerasa e Giardinello...; per avere a sue spese rifabbricato questo tempio, quasi del tutto rovinato, ed arricchito di arredi sacri e pitture e per aver ornato l'altare maggiore di marmi". All'interno della chiesa, la statua dell'Immacolata in legno policromo risalente alla fine del XVIII secolo, e un dipinto della scuola di Pietro Novelli. Caratteristico il suono della campane, vanto e gloria dei godranesi, che la leggenda vuole fuse in bronzo ed oro per volere della marchesa.
La cappella votiva di Sant'Antonino si trova lungo la SP 26 a 300 metri dall'abitato, costruita nei primi del novecento è stata più volte ricostruita. È annualmente meta di pellegrinaggio il 13 giugno. La cappella di Santa Barbara si trova anch'essa sulla SP 26, ma più distante dal centro abitato, in pieno bosco. È costituita da un basamento e alzate in pietra arenaria, e copertura in legno.

### Architetture civili e rurali
La Peschiera dei Borboni è ubicata nei pressi del Gorgo del drago. La sua destinazione originaria era peschiera, con un laghetto per l'allevamento di pesci d'acqua dolce (trote ed anguille), costruita dai Borboni nel contesto della sistemazione della riserva reale (1800). Il laghetto oggi risulta asciutto quasi tutto l'anno, tranne un piccolo specchio d'acqua durante il periodo invernale. L'impianto è costituito da un corpo di fabbrica suddiviso in due locali e prospicienti sul gorgo, in uno di questi un arco in pietra a tutto sesto. L'edificio è costeggiato da una canaletta in pietra a blocchi squadrati. Uno dei due edifici risulta ristrutturato in modo non adeguato.
Il rifugio Alpe Cucco, antico rifugio dei guardaboschi riportato nella carta storica dei Borboni del 1849, convertito poi a colonia arcivescovile, dopo la recente ristrutturazione è stato trasformato ad attività ricettiva di tipo alberghiero.
Di proprietà dell'Azienda foreste demaniali della Regione Siciliana, l'ex caserma guardie forestali valle Maria, utilizzato per un periodo come edificio di villeggiatura e successivamente adibito a ristorante, attualmente ed occasionalmente vi si svolgono attività sociali.
Nel corso dei secoli insediamenti si svilupparono lungo i ruscelli o i fiumi in rapporto alle attività agropastorali (mulini, palmenti, stalle, abbeveratoi...) e a strutture produttive (neviere, fornaci, carbonaie...).
Una risorsa di notevole importanza era costituita dalla presenza di alcuni mulini situati in prossimità del vallone Frattina, lungo il corso d'acqua formato dai torrenti che provenivano dal Cannitello, a valle dell'ex stazione ferroviaria. Il vallone Frattina era, a sua volta, alimentato anche dalle acque che provenivano sia dal vallone d'Agnese che dal vallone Fanuso. Le strutture dei mulini non sono facilmente accessibili perché ricoperti da macchie di vegetazione invadente. Si rilevano in alcuni residui di corpi di fabbrica con esiti di crolli e tracce delle originarie strutture.
I palmenti erano i luoghi adibiti alla trasformazione dell'uva per ottenere il mosto e successivamente il vino. A Godrano si coltivavano diverse varietà di uve: inzolia, grillo, catarratto come uve bianche, ed il catarratto nero e nivuru canino come uve rosse. Ruderi di un palmento si trovano in contrada Cannitello presso il cozzo della Cuba, mentre uno risalente al XIX secolo, ristrutturato e in ottimo stato di conservazione, si trova in località Biviere.
Le fornaci erano forni rudimentali costituiti dalle stesse pietre per la cottura del calcare dalla quale si otteneva la calce. Nei capitoli di fondazione di Godrano, nel 1573, al n. 26, viene indicata la disponibilità della calce, "...item il detto sr. barone promette a tutti quelle persone che vorranno fabbricare case in detta nova habitazione donarli la cuacina necessaria per detta fabbrica...". Oggi quasi totalmente nascosti dalla vegetazione, si trovano in contrada Oliva, valle Maria e Gelso. Nei ruderi di tali strutture è facile ritrovare la Ceterach officinarum, piccola felce, nota localmente con il nome di "erba spacca petri".
L'intero territorio è caratterizzato da una forte presenza di stalle e di abbeveratoi.

### Luoghi d'interesse naturalistico

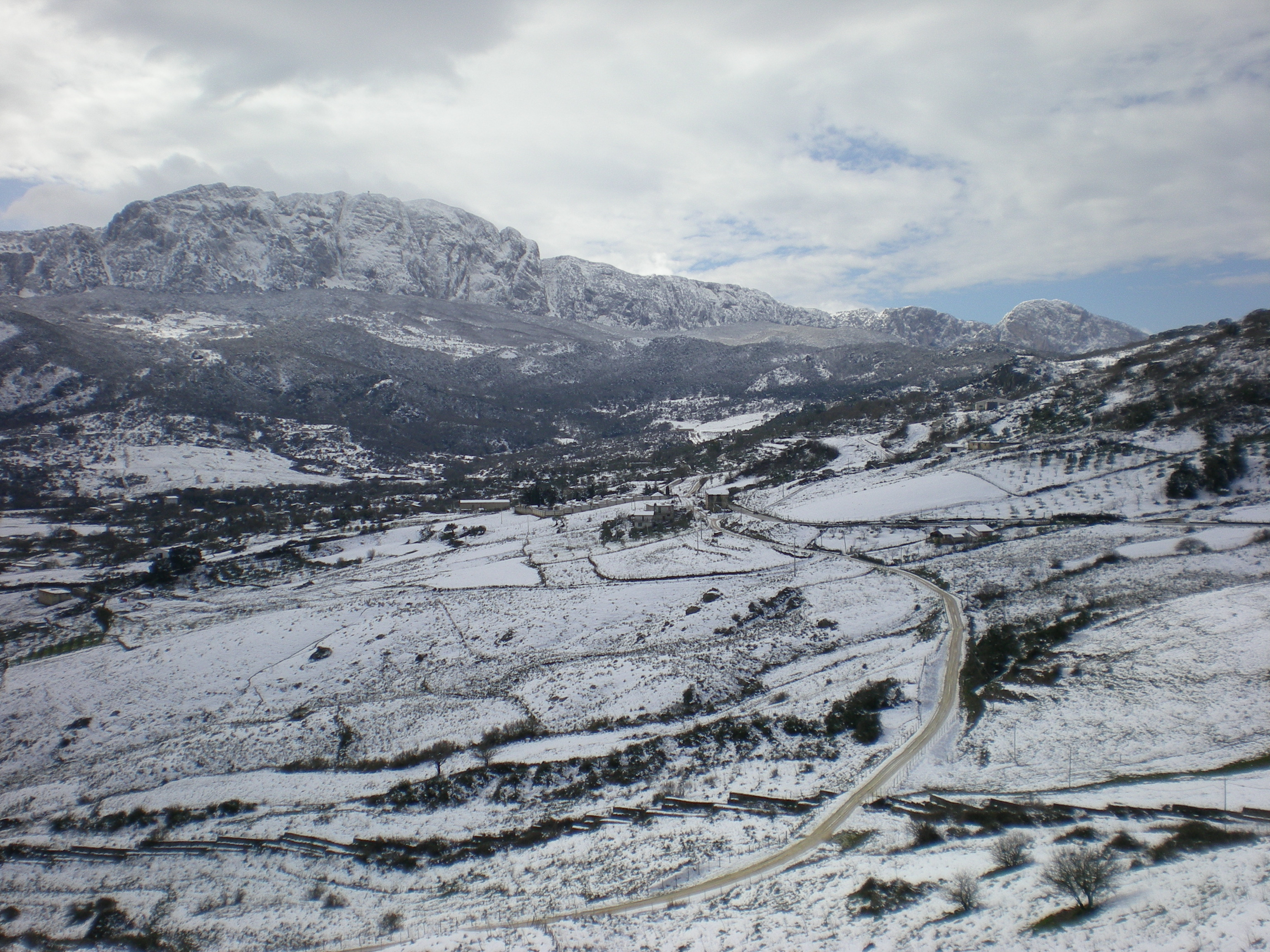
Il bosco della Ficuzza ai piedi di Rocca Busambra

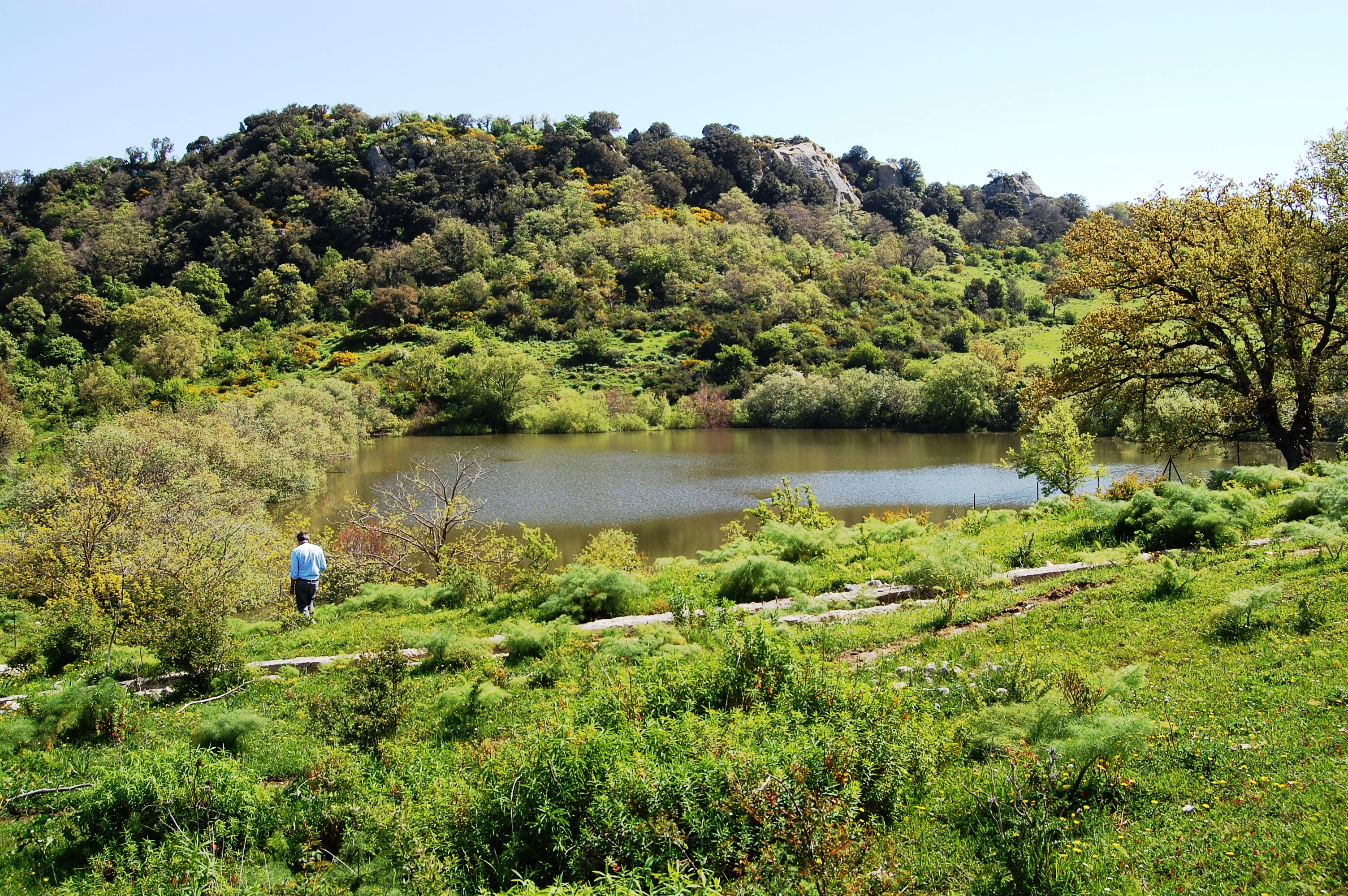
Laghetti Coda di Riccio

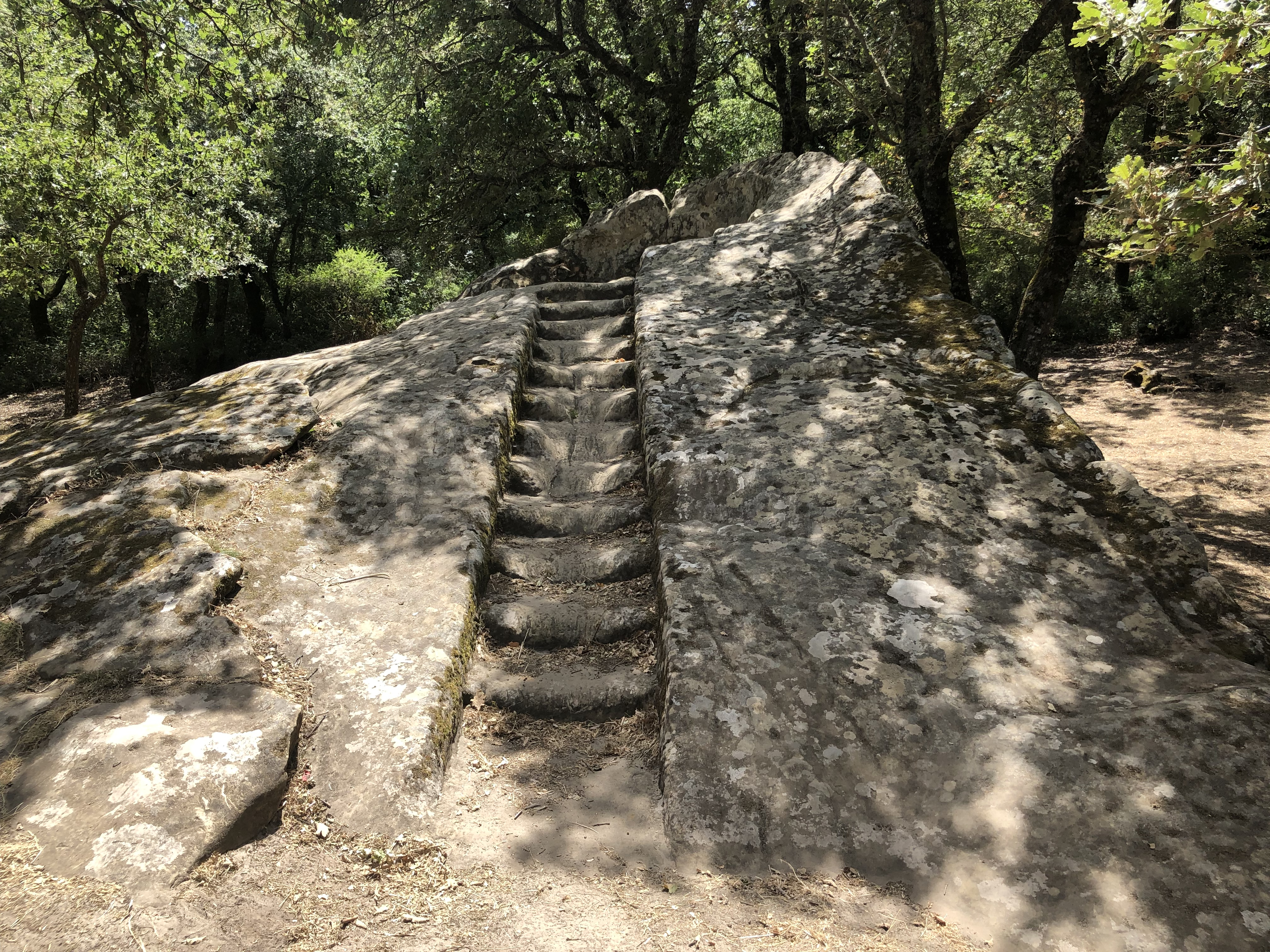
Il Pulpito del Re

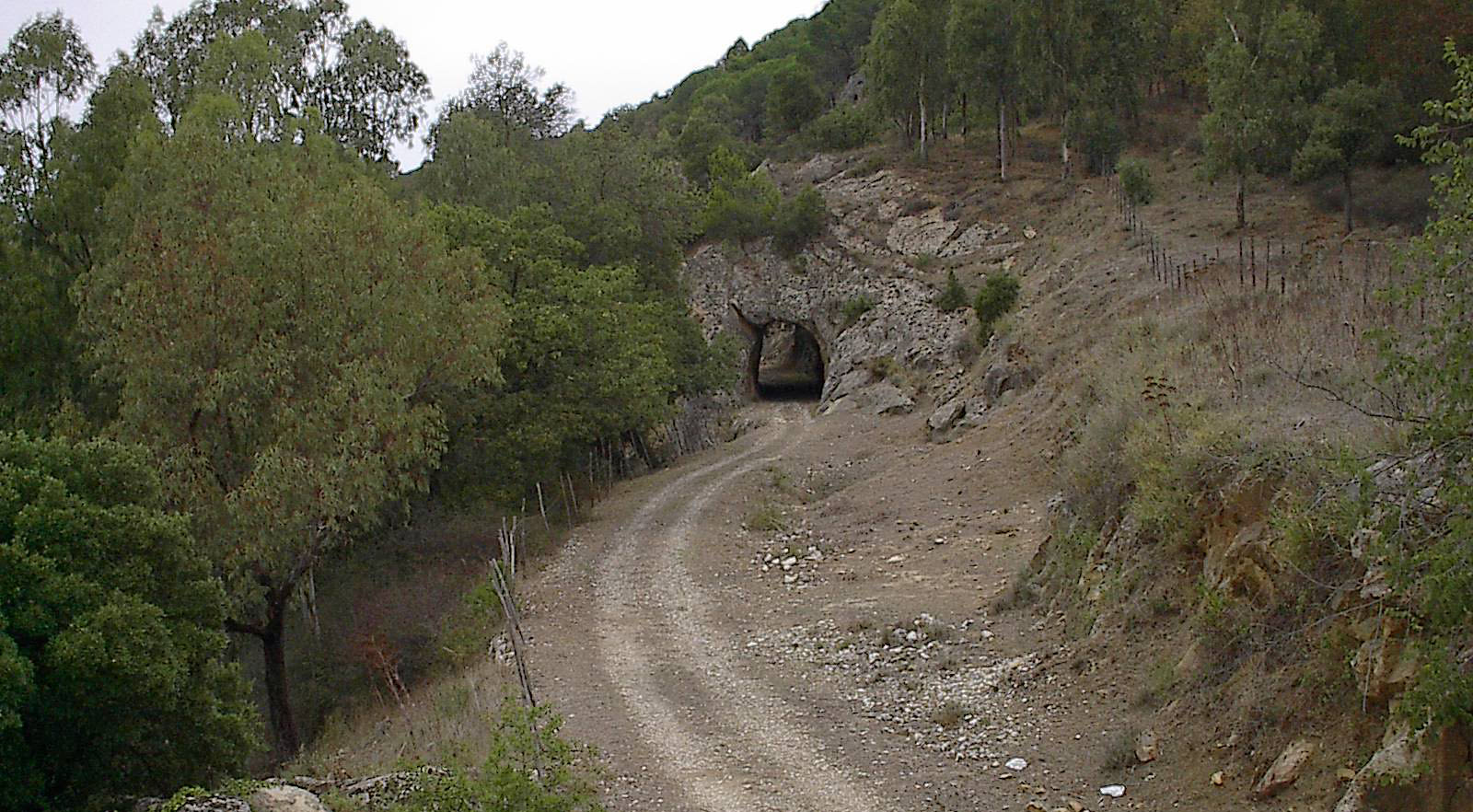
Pista ciclopedonale sulla tratta della dismessa ferrovia

- Riserva naturale del bosco della Ficuzza
Nata come riserva di caccia reale istituita da Ferdinando I delle Due Sicilie, copre un'area complessiva di circa 7.398 ha e ospita l'80% delle specie animali, tra uccelli e fauna selvatica, dell'intera regione.
- Rocca Busambra (1613 m)
È la cima più alta della catena dei monti Sicani, nonché il rilievo più alto della Sicilia occidentale. Dalla vetta si gode di un ampio panorama a 360° che abbraccia un'ampia porzione della vallata e del territorio circostante.
- Pulpito del Re
Trono scolpito sulla roccia arenaria che il re Ferdinando I delle Due Sicilie usava per cacciare stando seduto mentre i battitori spingevano le prede verso di lui.

- Gorghi
Laghetti naturali caratteristici dell'ambiente naturalistico del bosco della Ficuzza. Il più noto, Gorgo del Drago[10][14], dista da Gorgo Lungo qualche centinaio di metri. Di notevole importanza per l'equilibrio dell'ecosistema circostante, consentono la riproduzione di anfibi e insetti, e ospitano la tartaruga palustre.
- Laghetti Coda di Riccio
Invaso artificiale intorno a cui si è sviluppata una fitta vegetazione ripariale, che ospita numerosi anfibi e uccelli acquatici. Nei pressi dell'invaso sorge un esemplare monumentale di Quercus suber, dall'età stimata di circa 400 anni[15].
- Pista ciclopedonale[16]
Realizzata sul sentiero della dismessa ferrovia Palermo-Corleone, offre incantevoli scorci agli escursionisti che la percorrono.

## Società

### Evoluzione demografica
Abitanti censiti

Al 31 dicembre 2010 il comune di Godrano contava 1 175 abitanti, di cui 589 maschi e 586 femmine, è il settantottesimo comune più popoloso della provincia di Palermo, ha una densità abitativa mediamente oscillante sui 30 abitanti per km2 ed un numero di famiglie che non supera i 450 nuclei familiari.

### Nazionalità
Questi sono i numeri riguardanti la presenza di cittadini stranieri a Godrano nell'anno 2010, divisi per nazionalità:
- Albania: 3[19]
- Romania: 4[19]
- Marocco: 1[19]
- Bangladesh: 1[19]

La popolazione straniera residente nel comune di Godrano ammontava al 31 dicembre 2010 a 10 persone, di cui 6 maschi e 4 femmine.

## Cultura

### Scuole
Godrano dispone di una scuola dell'infanzia, di una scuola primaria e di una scuola secondaria di primo grado. Tali scuole sono parte integrante dell'Istituto comprensivo "Giovanni XXIII" che ha la sua sede centrale a Villafrati. Non ci sono scuole secondarie di secondo grado a Godrano: le più vicine sono a Marineo (istituto professionale industria e artigianato, istituto tecnico per il turismo), Corleone (Istituto tecnico agrario, liceo scientifico, liceo classico), Vicari (istituto tecnico per geometri).

### Biblioteche
La biblioteca comunale e pinacoteca d'arte "Francesco Carbone" di Godrano è considerata tra le più fornite e accessoriate biblioteche del comprensorio, dispone di una sala per l'ascolto di materiale musicale e di una sala di proiezione video. È disponibile anche una fornita sezione per i ragazzi fonte e spunto per ricerche scolastiche o approfondimenti culturali.

### Musei
A Godrano è presente il museo etno-antropologico "Godranopoli"', museo della civiltà contadina a cui è legato un centro d'arte, fondato dallo studioso e critico d'arte Francesco Carbone. Il percorso museale consiste nella documentazione sui lavori e nella ricostruzione di ambienti tipici del mondo agro-pastorale dell'entroterra palermitano, di cui Godrano è tipica espressione. Particolarmente interessanti sono le ricostruzioni delle botteghe artigiane. Al piano superiore è in allestimento una pinacoteca d'arte moderna con opere di Pablo Picasso, Georges Braque, Arman, diretta da Adalberto Catanzaro.

### Libri e film su Godrano

#### Libri
- Gaetano Grifo, La casa sotto la montagna, SBC, 2009,  p. 180, ISBN 978-88-6347-042-0.

#### Film
- La fratellanza (The Brotherhood), con Kirk Douglas, regia di Martin Ritt (1968)[21]

## Geografia antropica

### Urbanistica
L'abitato si adagia su di un dosso che degrada dolcemente da Cozzo Bileo alla valle del torrente Frattina, sul versante settentrionale di Rocca Busambra. Lo spazio urbano è caratterizzato da qualità geometriche e ripetitive tipiche dei centri di nuova fondazione settecentesca. La tipologia urbana è a scacchiera ortogonale con una croce viaria principale e schema trapezoidale. I comparti, rettangolari, aggregano posti di casa a spina sui due fronti stradali. Sono evidenti permanenze urbanistiche settecentesche in tutto il nucleo dell'abitato. Il disegno urbanistico originario prevedeva una piazza ottagona, di cui si intravede un inizio di realizzazione in prossimità della Chiesa Madre.

Nel 1968, anno del terremoto nella valle del Belice, anche il centro Godrano è stato inserito nei piani di ricostruzione. A seguito dei finanziamenti statali sono state eseguite alcune demolizioni e ricostruzioni di vecchi edifici di uso civico, come anche la scuola elementare; è stato inoltre sventrato un antico baglio che ha fatto posto alla attuale piazza Aldo Moro.
"La Rocca", un nuovo nucleo urbano è sorto da un processo spontaneo di urbanizzazione intorno al 1970. Esso sorge in territorio di Marineo ai margini del confine comunale con Godrano in prossimità del campo sportivo ed il Cozzo Gallitano. Nel 2007 un referendum consultivo, con esito unanime, ha sancito il passaggio della contrada dal comune di Marineo al comune di Godrano; tuttavia attualmente (2011) manca ancora un dispositivo che renda operativi i nuovi confini.

## Economia
L'economia è di tipo agro/pastorale, il cui sviluppo è condizionato dalla minima estensione dei pascoli oggi disponibili. Prospettive di sviluppo sono connesse ad un potenziamento della attività zootecnica e del turismo stagionale. Presso le aziende zootecniche locali si produce una particolare qualità di caciocavallo siciliano, il caciocavallo di Godrano (o Palermitano), apprezzato ed esportato in tutto il mondo. Molto apprezzato è anche il salame d'asino.

### Caciocavallo Godranese
Il Caciocavallo Godranese, chiamato comunemente il "fiore a quattro facce", che prende le sue caratteristiche di sapore anche e soprattutto dalla qualità del latte, prodotto da vacche di razza autoctona (soprattutto la Cinisara) che pascolano perlopiù libere fra le colline e i boschi, è un formaggio a pasta filata che viene prodotto con le tecniche e gli utensili della tradizione. La Regione Siciliana, per questo motivo, ha dato a tale formaggio la denominazione di prodotto tradizionale, che ne riconosce e certifica i processi di lavorazione con attrezzature tradizionali.
Il caciocavallo Godranese ha la forma di un parallelepipedo dagli angoli smussati e può pesare da otto a quindici chili. Il colore è giallo paglierino, la fragranza caratteristica. La crosta sottile custodisce una pasta compatta, dal profumo caratteristico, che si sfoglia sempre più con l'avanzare della stagionatura. Si può consumare fresco, a una settimana dalla preparazione, semistagionato (dopo uno-quattro mesi) o stagionato (dopo sei). In quest'ultimo caso, il formaggio si presta bene anche a essere grattugiato.

## Infrastrutture e trasporti

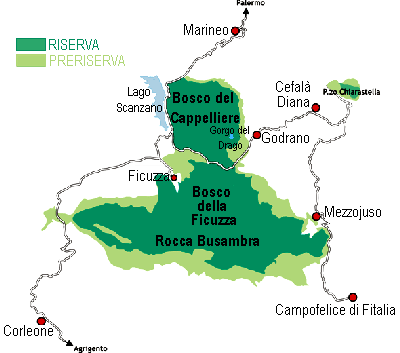
La SP 26 nella mappa della riserva naturale

L'asse viario principale è costituito dalla SP 26 "di Godrano" che attraversa il centro urbano e lo collega ai centri vicini. La SP 26 ha come origine il bivio "Villafrati" della SS 121 "catanese", risalendo le colline lambisce l'abitato di Cefalà Diana, supera il centro abitato di Godrano e, attraversato il tratto di bosco che è confine tra bosco della Ficuzza e bosco del cappelliere, termina al bivio "Godrano" della SS 118 "corleonese agrigentina", nei pressi del lago dello Scanzano. Godrano è raggiungibile inoltre da Marineo per mezzo della SP 140.
Il trasporto pubblico è assicurato dall'azienda regionale AST che collega Godrano a Palermo, Corleone e agli altri centri limitrofi. La stazione ferroviaria, il porto e l'aeroporto più vicini si trovano tutti a Palermo, e distano rispettivamente 39 km, 40 km e 71 km.

## Amministrazione

### Altre informazioni amministrative
Godrano ha costituito, insieme a Cefalà Diana, una unione di comuni denominata "Dalle Terme Arabe ad Oltre Alpe Cucco".
Essa ha l'obiettivo della condivisione delle risorse, della valorizzazione del territorio comune e dell'ottimizzazione dei servizi.
Il comune di Godrano fa parte delle seguenti organizzazioni sovracomunali: regione agraria n.1 (Montagna interna - Montagna di Corleone).